# Acalolepta annamensis
Acalolepta annamensis är en skalbaggsart som först beskrevs av Stefan von Breuning 1958.  Acalolepta annamensis ingår i släktet Acalolepta och familjen långhorningar. Inga underarter finns listade i Catalogue of Life.